# 图像熵
图像熵（image entropy）是图像“複雜”程度的估计值，熵值越高的图像（在亮度上有很多细节和变化，如有很多鹅卵石的地面，阴影对比分明），将需要更高的压缩设置来满足最终的目标图像大小限制。对于熵值低的图像，比如飘着一些云彩的天空，没有太多的细节和变化，因而只要较少的压缩量就能满足目标图像大小限制。